# Leucopis sorbi
Leucopis sorbi är en tvåvingeart som beskrevs av Tanasijtshuk 1986. Leucopis sorbi ingår i släktet Leucopis och familjen markflugor. Inga underarter finns listade i Catalogue of Life.